# Jim Finn
James Finn Jr. (Teaneck, 9 dicembre 1976) è un ex giocatore di football americano statunitense che ha militato nel ruolo di fullback nella National Football League (NFL).

## Carriera
Finn al college giocò a football all'Università della Pennsylvania. Fu scelto dai Chicago Bears nel Draft NFL 1999 con l'ultima selezione assoluta, la 253ª, guadagnando così il titolo di "Mr. Irrelevant". Dopo essere stato svincolato firmò con la squadra di allenamento. All'inizio del 2000 Finn firmò con gli Indianapolis Colts dove corse 44 yard in sei tentativi ed ebbe 10 ricezioni in tre stagioni. Nel 2003 firmò con i New York Giants. Con essi corse 21 yard su 5 tentativi e ricevette 42 passaggi per 325 yard.
Nel 2005 Finn disputò tutte le 16 partite, di cui 13 come titolare, inclusa la partita di wild card contro i Carolina Panthers. I suoi blocchi contribuirono a far correre a Tiki Barber un record di franchigia di 1.860 yard.
Finn saltò l'intera stagione 2007, venendo inserito in lista infortunati. Quell'anno i Giants vinsero il titolo, conquistando il Super Bowl XLII. Dopo quella stagione fu svincolato a causa degli infortuni e dell'emergere di Madison Hedgecock. Finn e Brandon Stokley sono gli unici giocatori della storia della NFL ad avere ricevuto un passaggio in attacco sia da Eli Manning che da Peyton Manning.

## Palmarès
- Super Bowl : 1

New York Giants: XLII
- National Football Conference Championship: 1

New York Giants: 2007